# Châtillon-le-Roi
Châtillon-le-Roi é uma comuna francesa na região administrativa do Centro, no departamento Loiret. Estende-se por uma área de 4,56 km². Em 2010 a comuna tinha 284 habitantes (densidade: 62,3 hab./km²).